# Karl Petit
Pour les articles homonymes, voir Petit.
 (avril 2025).
Karl Petit était un écrivain et historien belge montois. Sa région a considérablement influencé ses écrits qui sont centrés sur Mons, les traditions montoises mais aussi l'art d'extrême Orient.